# Хорнзор (Вурнарський район)
Хорнзо́р (рос. Хорнзор, чув. Хорăнсор Çармăс) — присілок у складі Вурнарського району Чувашії, Росія. Входить до складу Янгорчинського сільського поселення.
Населення — 621 особа (2010; 761 у 2002).
Національний склад:
- чуваші — 98 %